# Trent Woods
Trent Woods és una població dels Estats Units a l'estat de Carolina del Nord. Segons el cens del 2008 tenia 3.986 habitants.

## Demografia
Segons el cens del 2000, Trent Woods tenia 4.192 habitants, 1.692 habitatges i 1.360 famílies. La densitat de població era de 552,4 habitants per km².
Dels 1.692 habitatges en un 31,3% hi vivien nens de menys de 18 anys, en un 73,2% hi vivien parelles casades, en un 5,6% dones solteres, i en un 19,6% no eren unitats familiars. En el 17,8% dels habitatges hi vivien persones soles el 10,5% de les quals corresponia a persones de 65 anys o més que vivien soles. El nombre mitjà de persones vivint en cada habitatge era de 2,48 i el nombre mitjà de persones que vivien en cada família era de 2,8.
Per edats la població es repartia de la següent manera: un 23,8% tenia menys de 18 anys, un 2,9% entre 18 i 24, un 20,8% entre 25 i 44, un 30,5% de 45 a 60 i un 22,1% 65 anys o més.
L'edat mediana era de 47 anys. Per cada 100 dones de 18 o més anys hi havia 88,4 homes.
La renda mediana per habitatge era de 63.482 $ i la renda mediana per família de 71.336 $. Els homes tenien una renda mediana de 49.219 $ mentre que les dones 35.224 $. La renda per capita de la població era de 36.690 $. Entorn de l'1,4% de les famílies i el 2,1% de la població estaven per davall del llindar de pobresa.

## Poblacions més properes
El següent diagrama mostra les poblacions més properes.